# 宜野座村立宜野座中学校
宜野座村立宜野座中学校（ぎのざそんりつ ぎのざちゅうがっこう）は、沖縄県国頭郡宜野座村惣慶にある公立中学校。

## 概要
- 生徒数は約200人である。（2008年現在）

## 沿革
- 1948年 - 学校が創立される。
- 1952年 - 現校名に改称する。
- 1984年 - 学校食堂が竣工される。
- 2009年 - 校舎を改築。

## 著名な出身者
- 大城真乃 - プロ野球選手
- 仲地恵 - 元沖縄テレビ放送アナウンサー
- 前田桜茄 - 女子野球選手